# Apropos (Zeitschrift)
Apropos ist eine Salzburger Straßenzeitung. Sie ist dem „Internationalen Netz der Straßenzeitungen“ (INSP) angeschlossen.
Mit dem Verkauf der Zeitung wird Obdachlosen oder Langzeitarbeitslosen geholfen, sich selbst zu helfen, denn die Hälfte des Verkaufserlöses bleibt dem Verkäufer.
Die Zeitung wird von professionellen Journalisten gemacht. Die Verkäufer kommen in der Rubrik „Schreibwerkstatt“ zu Wort.
Apropos erscheint monatlich. Die Auflage beträgt durchschnittlich 12.000 Stück.
Abgesehen vom redaktionellen Teil, der sozial und sozialpolitisch ausgerichtet ist, bietet die Zeitung auch einen Serviceteil, in dem Veranstaltungstipps und Kleinanzeigen zu finden sind. Äußerst knifflig ist auch das Kreuzworträtsel, das sich deutlich von jenen abhebt, die in anderen Zeitungen zu finden sind.
Die erste Ausgabe erschien am 1. Dezember 1997. Bis 2003 hieß die Zeitung Asfalter. Die Umbenennung in Apropos erfolgte im Oktober 2003 aus rechtlichen Gründen.

## Projekte
Neben der „Schreibwerkstatt“ gibt es seit 2014 das Apropos-Yoga für alle und seit 2019 einen Apropo-Chor. Die Apropos-Stadtspaziergänge bieten nach Voranmeldung bei der Zeitung, die Möglichkeit, in einer 90-minütigen Führung Salzburg aus einer anderen Perspektive kennenzulernen: aus der, der Armut.
In einer Kooperation mit dem Salzburger Radiofabrik geht einmal im Monat das Apropos-Magazin auf Sendung.

## Auszeichnungen
- Februar 2019: Hubert-von-Goisern-Preis für die Apropos-Chorleiterin  M. Bauer für die drei Projekte „Apropos-Chor“, „Community-Orchester“ und „Grüntöne-Ensemble“
- Juni 2015: Top-5 Platzierung in der Kategorie „Beste Straßenzeitungs-Projekte“ für Apropros-Yoga beim weltweiten Straßenzeitungs-Award
- Dezember 2014: „Rose Für Menschenrechte“
- April 2014: Radiopreis der Stadt Salzburg für den Radiobeitrag „Der Leihopa“ für das Ehepaar E. und G. Aigner
- August 2013: 1. Platz in der Kategorie „Weltbester Verkäuferbeitrag“ des internationalen Streetpaper Awards für Apropos-Verkäuferin A. Hoschek
- März 2009: René-Marcic-Preis für die Apropos-Redakteurinnen Michaela Gründler und Anja Pia Keglevic[1][2]